# Sabine Azéma
Sabine Florence Azéma (Paris, 20 de setembro de 1949) é uma premiada atriz e realizadora francesa.

## Biografia
Após terminar o bacharelato em estudos clássicos, Azéma entra para o Conservatório aos vinte anos de idade. Nessa altura, começa a integrar o elenco de várias peças de teatro até ingressar, pela mão de Claude Sainval, na Comédie des Champs-Élysées onde tem a oportunidade de contracenar com Louis de Funès na peça La Valse des toréadors (1974).

Iniciou-se no cinema em 1976 numa comédia de Georges Lautner, ao lado de atores como Pierre Richard e Jean-Pierre Marielle. Depois de alguns pequenos papeis e de uma notada interpretação em La Dentellière, ela tem a chance de filmar com Alain Resnais, o qual lhe vai proporcionar uma viragem na sua carreira. De facto, nos últimos vinte e cinco anos, o consagrado cineasta francês confiou-lhe a interpretação na maior parte dos filmes que dirigiu neste período e acabou por se tornar o seu companheiro de vida.

## Prêmios e nomeações
Venceu por duas vezes o prémio Cesar, do cinema francês, na categoria de Melhor Atriz em 1985 e 1987. Foi ainda nomeada na categoria de Melhor Atriz Coadjuvante em 1983 e, de novo, na categoria de Melhor Atriz em 1990, 1994, 1996 e 1998.

## Filmografia

### Como atriz
- 1976 : On aura tout vu, de Georges Lautner
- 1976 : LeLe Chasseur de chez Maxim's, de Claude Vital
- 1977 : La Dentellière, de Claude Goretta (pt: Uma rapariga frágil)
- 1981 : On n'est pas des anges... elles non plus, de Michel Lang
- 1983 : La vie est un roman, de Alain Resnais (pt: A vida é um romance)
- 1984 : Un dimanche à la campagne, de Bertrand Tavernier
- 1984 : L'Amour à mort, de Alain Resnais (pt: Amor eterno)
- 1985 : Zone rouge, de Robert Enrico (pt: Zona vermelha)
- 1986 : Mélo, de Alain Resnais
- 1989 : La Vie et rien d'autre, de Bertrand Tavernier
- 1989 : Vanille fraise, de Gérard Oury
- 1993 : Smoking / No Smoking, de Alain Resnais (pt: Fumar / não fumar)
- 1995 : Les Cent et une nuits de Simon Cinéma, de Agnès Varda
- 1995 : Le bonheur est dans le pré, de Étienne Chatiliez
- 1995 : Mon homme, de Bertrand Blier (pt: O meu homem)
- 1995 : Noir comme le souvenir, de Jean-Pierre Mocky
- 1997 : On connaît la chanson, de Alain Resnais
- 1999 : Le Schpountz, de Gérard Oury
- 1999 : La Bûche, de Danièle Thompson
- 2000 : La Chambre des officiers, de François Dupeyron
- 2001 : Tanguy, de Étienne Chatiliez
- 2003 : Pas sur la bouche, de Alain Resnais
- 2003 : Le Mystère de la chambre jaune, de Bruno Podalydès
- 2005 : Le Parfum de la dame en noir, de Bruno Podalydès
- 2005 : Peindre ou faire l'amour, de Arnaud Larrieu e Jean-Marie Larrieu
- 2005 : Olé !, de Florence Quentin
- 2006 : Cœurs, de Alain Resnais
- 2007 : Faut que ça danse !, de Noémie Lvovsky
- 2008 : Le Voyage aux Pyrénées, de Arnaud Larrieu e Jean-Marie Larrieu
- 2009 : Les Herbes folles, de Alain Resnais
- 2009 : Les Derniers jours du monde, de Arnaud Larrieu e Jean-Marie Larrieu
- 2010 : Un homme très recherché, de Isabelle Mergault
- 2012 : Vouz n'avez encore rien vu!, de Alain Resnais

### Como realizadora
- 1992 : Bonjour Monsieur Doisneau
- 1997 : Quand le chat sourit (TV)